# John McKinlay
John McKinlay   (Detroit, 20 de gener de 1932 - Bloomfield Hills, 14 de gener de 2013) fou un remer estatunidenc que va competir durant la dècada de 1950. Era germà bessó del també remer Arthur McKinlay.
El 1956 va prendre part en els Jocs Olímpics d'Estiu de Melbourne, on guanyà la medalla de plata en la prova del quatre sense timoner del programa de rem. Formà equip amb John Welchli, Arthur McKinlay i James McIntosh.
Membre del Detroit Boat Club, va guanyar cinc títols nacionals i vuit campionats canadencs de Henley. Va estudiar a la Universitat de Boston i a la Universitat de Michigan.